# Berthout van Berlaer
Berthout van Berlaer is een tak van het geslacht Berthout, dat de heerlijkheid Berlaar in de huidige provincie Antwerpen bezat tot het jaar 1505.
De familie Berthout was eigenaar van een groot aantal heerlijkheden in het Hertogdom Brabant, waaronder Mechelen en Grimbergen. Van 1314-1433 was de familie ook in het bezit van de heerlijkheden Helmond en Keerbergen.

## Bekende telgen
- Jan I Berthout van Berlaer (1250-1310)
- Jan II Berthout van Berlaer (1280-1328)
- Lodewijk III Berthout van Berlaer (1310-1346)
- Walraven Berthout van Berlaer (1330-1361)
- Jan III Berthout van Berlaer (1350-1425)
- Catharina Berthout van Berlaer (1420-?)
- Maria Berthout van Berlaer (ongeveer 1250-1336)